# Окамова оштрица (серија)
'Окамова оштрица је предстојећа српска телевизијска серија из 2025. године по сценарију Марка Поповића и Иве Митровић, у режији Марка Ђиласа. Током 2026 године ће се емитовати на РТС 1., , , 

## Синопсис
Осим жанра који већ по опису доноси узбуђење – психолошки, шпијунски трилер, серија нам доноси причу у којој адвокатица за женска права пристаје да брани тајновитог власника ИТ компаније оптуженог за убиство девојке, јер верује да се у позадини случаја крије шпијунска игра.

## Улоге
| Глумац                  | Улога |
| ----------------------- | ----- |
| Соња Колачарић          |       |
| Павле Чемерикић         |       |
| Душанка Стојановић Глид |       |
| Снежана Богдановић      |       |
| Алексеј Маслодудов      |       |
| Милутин Милошевић       |       |
| Милица Стефановић       |       |